# リゾドゥス
リゾドゥス（学名：Rhizodus）は、基盤的な鰭を有する基盤的な絶滅した肉鰭類四足形類の属。最初期に派生した四足形類の系統群の一つであるリゾドゥス目に属する。記載されている有効な種は2種であり、そのいずれもが前期石炭紀に生息していた。タイプ種 R. hibberti はイギリスのビゼーアン階、もう一つの種である R. serpukhovensis はロシアのサープコビアン階から知られている。リゾドゥス属に割り当てられた化石は北アメリカ大陸からも複数発見されている。

## 説明
バラメダといった他の巨大なリゾドゥス類と比較した際のリゾドゥス属の最も特筆すべき特徴は、22センチメートルに達する2本の牙が顎の前方付近に位置しており、その後方に続く他の歯が小型化していく点である。リゾドゥスは淡水湖や河川系および大規模な沼沢に生息した巨大な頂点捕食者であり、R. hibberti は全長7メートルに達した。リゾドゥスは中型の両生類を捕食していた。より歯の小さい他の肉鰭類がするように獲物を丸呑みにするのではなく、リゾドゥスは歯を使って獲物を殺害して消化可能な大きさに切断していた。

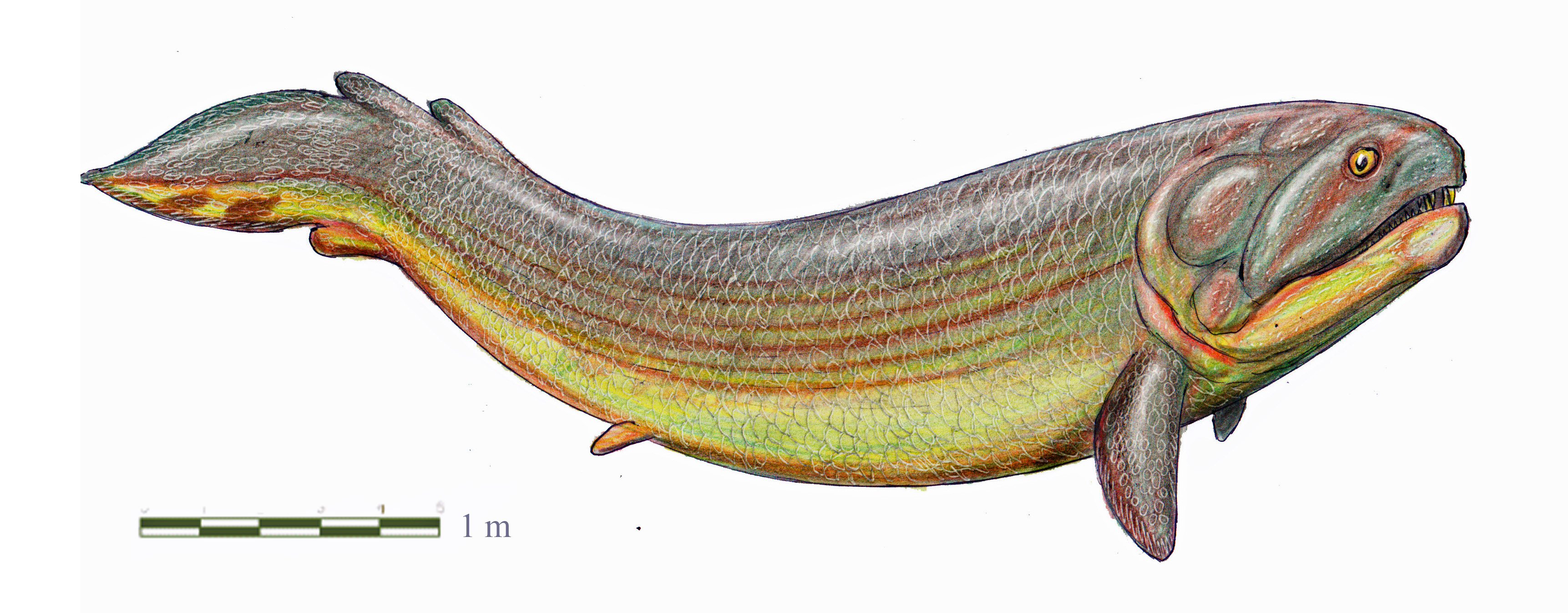
R. hibberti の生体復元図

皮膚の印象化石からは、リゾドゥスが現生のピラルクーに見られるものと同様の大型で板状の鱗を有していたことが示唆される。

## 食性
リゾドゥスは中型の魚類や四肢動物を捕食していた。現生のワニが行うように、リゾドゥスも岸辺に居る陸上の動物に突進していたことが提唱されている
。